# Кушелевский, Олег Эдуардович
Олег Эдуардович Кушелевский (1957 — 22 июля 1996, Томск) — советский государственный деятель, председатель исполнительного комитета Томского областного Совета народных депутатов (1990—1991).

## Биография
Отец — Эдуард Станиславович Кушелевский (1934 г. р.), работал учителем, заместителем директора, директором школы-интерната № 1 г. Мичуринска (Тамбовская область), старшим методистом ИМЦ. После ухода на пенсию Кушелевский-старший вплотную занялся любимым делом — живописью.
Олег Кушелевский — один из зачинателей движения молодёжных жилищных кооперативов в Томске.
В 1989 году его избрали депутатом Совета народных депутатов Томской области, а 19 октября 1990 года — председателем исполкома облсовета.
По решению десятой сессии облсовета (12 ноября — 13 декабря 1991 г.) исполнительный комитет свою деятельность прекратил (20 октября указом президента России главой администрации Томской области был назначен Виктор Кресс).
Работал председателем строительного кооператива «Вира». 22 июля 1996 года Кушелевский вышел из своей квартиры и у дома был смертельно ранен в спину выстрелом из обреза охотничьего ружья. Выскочившие на грохот соседи заметили убегавшего мужчину в чёрной куртке. В руках он держал большую чёрную сумку или чехол от ружья.